# Ancien lycée Mirangron
Le lycée Mirangron est un édifice situé à Nevers, en France.
Il est situé rue Mirangron et rue des Francs-Bourgeois.

## Historique
Datant du XVIIIe siècle, l'ancien lycée Mirangron a connu des travaux de restauration avant sa réutilisation. Il contient l'ancien Hôtel Marion de Givry.Il a été entièrement rénové de 1985 à 1987 à l'époque où Pierre Bérégovoy était Maire de Nevers.Le site comprend : des logements vendus par le promoteur , la Seamin, des logements locatifs sociaux, une école maternelle, et une résidence pour personnes âgées.Ce lycée avait été bombardé et éventré pendant la seconde guerre mondiale, le rendant ainsi inutilisable.

## Architecture

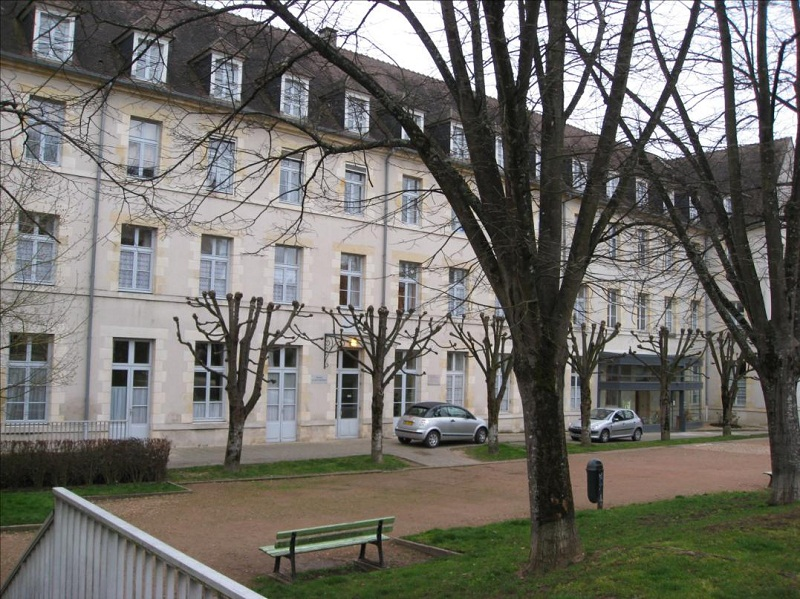
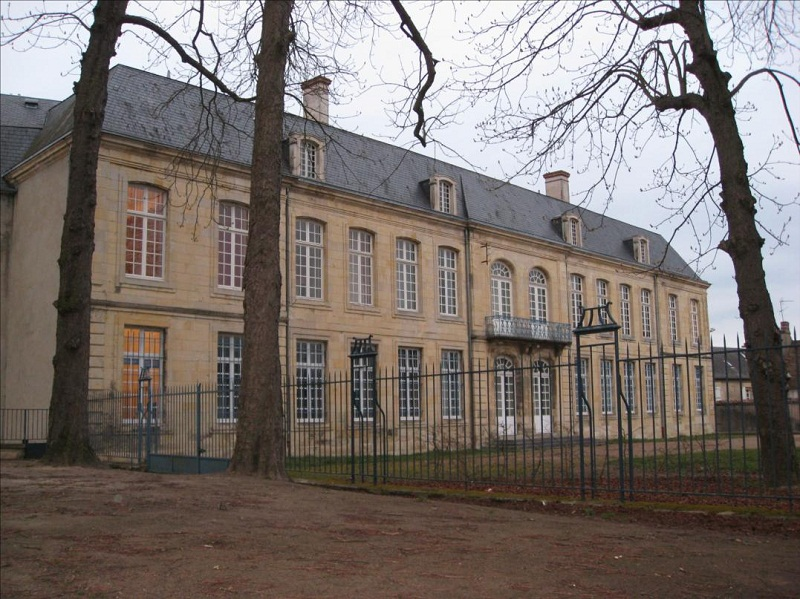